# Pterolophia persimiloides
Pterolophia persimiloides là một loài bọ cánh cứng trong họ Cerambycidae.